# 潮崎町 (糸満市)
潮崎町（しおざきちょう）は沖縄県糸満市の地名。郵便番号901-0364。

## 地理
沖縄本島南部の糸満市中部に造成された埋立地である。面積は約50ヘクタール（0.5平方キロメートル）。2002年に糸満市役所が移転し、字糸満（旧糸満町）や西崎とともに糸満市の中心地域として発展している。糸満（1961年に現在の糸満市域に合併するまでの旧糸満町）・真栄里と隣接する。

## 歴史
川尻地区（西川町、1968年竣工）、糸満漁港西側（旧市役所周辺、1970年竣工）、西崎地区（1984年竣工）、糸満漁港南地区（南浜漁港、1989年竣工）に次ぐ埋め立て事業として1995年に着手。当初の名称は「糸満市南浜地先公有水面埋立て事業（南浜埋立事業）」。一般公募により「潮崎町」となった。2000年に分譲開始、2001年に竣工された。最初の居住者が2001年6月より3丁目にて生活を始めた。

## 交通

### 道路
国道331号（沖縄西海岸道路糸満道路）が中央部を通る。一方、並行する旧道の沖縄県道256号豊見城糸満線は潮崎をかすめる形で東側の字糸満南区と真栄里を通る。

### 路線バス
当地区内には潮崎入口、糸満市役所、糸満市役所前、潮崎二丁目の4つのバス停があり、以下の路線バスがこのうちのいずれかに停車する。
- 82番・玉泉洞糸満線（琉球バス交通）　潮崎二丁目、糸満市役所前、潮崎入口の3ヶ所停車（いずれも平日のみで土休日には停車しない）

玉泉洞前行きの下りは潮崎二丁目、糸満市役所前、潮崎入口の時計回りの順で停車し、日中2本と夜の最終便の3本通る。逆に糸満バスターミナル行きの上りは潮崎入口、糸満市役所前、潮崎二丁目の反時計回りの順で停車し、朝の始発と日中3本の4本通る。
- 107番＆108番・南部循環線（琉球バス交通）　潮崎入口、糸満市役所の2ヶ所停車

いずれも当地区内には潮崎入口（国道向け側）→糸満市役所→潮崎入口（旧国道向け側）と糸満市役所で折り返す形で2回通る。107番は糸満バスターミナルから糸満ロータリーを経由し、当地区内に入り、その後市内南部（高嶺→真壁→米須→喜屋武→名城の順）を回り再び当地区内に入り、その後西崎経由で糸満バスターミナルに戻る。108番は逆に糸満バスターミナルから西崎経由後に当地区内に入り、その後市内南部（名城→喜屋武→米須→真壁→高嶺の順）を回り再び当地区内に入り、糸満ロータリー経由で糸満バスターミナルに戻る。
- TK01・ハーレーエクスプレス＆TK02・ウミカジライナー（東京バス）　糸満市役所のみ停車

かつては糸満市役所発着だったが、2022年7月23日に名城の琉球ホテル＆リゾート名城ビーチまで延長されたため、経由地となった。なおハーレーエクスプレスの国際通り入口行きの上り便は引き続き糸満市役所始発となる。一方、「TK03・琉球エアポートリムジン」は那覇空港～琉球ホテル＆リゾート名城ビーチの2地点間直行バスのため糸満市役所には停車しない。

## 施設
- 糸満市役所（2002年に字糸満前端区より移転）
- サンエーしおざきシティ（2006年10月開店）
- 糸満南小学校・幼稚園（2011年4月に字糸満新屋敷区から移転）
- 沖縄銀行糸満支店（2016年2月糸満ロータリー前から移転）
- 糸満市観光文化交流拠点施設「シャボン玉石けん　くくる糸満」（2022年4月オープン。それまで沖縄県内11市の中で唯一客席を備えたホールがなかった[1]）

### かつてあった施設
- JAおきなわ潮崎支店（2006年に糸満支店糸満第一出張所から移転昇格したが、2020年に糸満支店に統合され廃止）